# Критичні правові дослідження
Критичні правові дослідження (Critical legal studies) — це рух в правовій думці, створений в 1970-х і 80-х роках для формування суспільства, заснованого на баченні людської особистості, позбавленої прихованих інтересів і класового панування, які, як вважалося, стояли за існуючими правовими інституціями. 

## Мета
Прихильники руху прагнули розхитати традиційні уявлення про право та перевірити існуючі правові інститути. Більш конструктивні члени, такі як Роберто Мангабейра Унгер, прагнули відновити ці інституції як вираз людського співіснування, а не як просто тимчасове перемир'я в жорстокій боротьбі, їх сприймали як найбільш потужні голоси і єдиний шлях вперед для руху. Унгер є одним з останніх членів руху, який продовжує розвивати його в нових напрямках з метою зробити правовий аналіз основою розвитку інституційних альтернатив.
В англомовній літературі для позначення руху і його прихильників іноді використовуються скорочення «CLS» і «Crit».

## Історія
Незважаючи на те, що інтелектуальні витоки критичних правових досліджень (КПД) в цілому можна віднести до американського правового реалізму, як окремий науковий рух КПД повністю виникло лише наприкінці 1970-х років. Багато американських вчених першої хвилі КПД здобули юридичну освіту, перебуваючи під значним впливом досвіду руху за громадянські права, жіночого руху, і антивоєнного руху 1960-х і 1970-х років. Те, що почалося як критична позиція по відношенню до американської внутрішньої політики, в результаті, перетворилося на критичну позицію по відношенню до пануючої правової ідеології сучасного західного суспільства. Спираючись на вітчизняні теорії та роботу європейських соціальних теоретиків, КПД прагнули пояснити, що вони вбачили численні міфи в основі панівної правової думки і практики.
Британський рух критичного правового Дослідження почався приблизно в той же час, як і його американський аналог. Тим не менш, на цю тему щорічно проводиться ряд конференцій, зокрема, Critical Legal Conference та National Critical Lawyers Group. У спільноті КПД лишається багато проблемних питань у точках зіткнення між теорією та практикою, між тими, хто підтримує марксизм і тими, хто схиляється до Деконструкції, між тими, хто займається політикою і тими, хто працює в галузі естетики та етики.

## Теми
Хоча КПД (як і більшість шкіл і напрямків) не призвело до єдиної, монолітної системи поглядів, в цілому в роботах його прихильників можна простежити кілька загальних тем. До них належать:
- Перша тема пов'язана з тим, що всупереч поширеному сприйняттю, юридичні інструменти (такі, як Статути і прецедентне Право) не повністю визначають результат судових спорів, або, інакше кажучи, закон може також накласти ряд значних обмежень на суддів у формі матеріально-правових норм, але в результаті, його може бути недостатньо, щоб змусити їх прийти до конкретного рішення в певному випадку. Досить передбачувано, що ця теза викликає багато жвавих дебатів серед правознавців та філософів права, деякі з яких тривають донині (дебати в юридичній теорії щодо «невирішуваності»).
- По-друге, присутня ідея, що все «право — це політика». Це означає, що правові рішення є формою політичного рішення, але не настільки, що не можна було б відрізнити судову та законодавчу діяльність. Швидше, КПД стверджують, що в той час як форма може відрізнятися, і право і політика засновані на конструюванні та підтриманні форми соціального простору. Аргумент має на меті позитивістську ідею, що право і політика можуть бути повністю відокремлені одне від одного. Нещодавно з'явилася більш детальна точка зору. Вона відкидає твердження, що «все право є політикою», а замість цього стверджує, що ці два явища взаємно переплітаються. Немає «чистого» права чи політики, а є дві форми, які працюють разом і постійно переходять між двома мовними регістрами.
- Третім напрямком традиційної школи КПД є те, що найчастіше закон захищає багатих і сильних від вимог бідних і субальтернів (жінки, етнічні меншини, робочий клас, корінні народи, люди з інвалідністю, гомосексуали і т. д.). Ця теза часто поєднується з аргументом правових реалістів, яка стверджує: те, що закон проголошує, і те, на що він насправді спрямований — це дві різні речі. Багато законів проголошують, що мають на меті захист інтересів бідних і субальтернів, а насправді, вони часто служать інтересам владних еліт. Однак, це не має бути визначальним, стверджують представники КПД. В ідеї права немає нічого такого, що робило б його інструментом соціальної несправедливості. Річ лише в тім, що масштаб реформ, необхідних для реалізації цієї мети, значно більший, ніж це готовий визнати панівний правовий дискурс.
- Крім того, КПД часом стверджує, що правові інструменти за своєю природою суперечливі, тобто структура позитивного правового порядку заснована на серії бінарних опозицій, таких як, наприклад, опозиція між індивідуалізмом і альтруїзмом або формальною здійснимістю (тобто перевагою дотримання суворих правил) і справедливою гнучкістю (тобто перевагою застосування широких стандартів).
- Нарешті, КПД ставить під питання центральні припущення права, одним з яких є кантівська ідея автономної особистості. Право часто розглядає індивідів як таких, що мають повну свободу вибору стосовно своїх контрагентів. Їх сприймають здатними приймати рішення, керуючись мотивами, відокремленими від політичних, соціальних або економічних обмежень. КПД вважає, що люди прив'язані до спільнот, соціально-економічних класів, статі, раси та інших умов життя, відтак вони перестають бути автономними акторами кантівської моделі. Швидше, їхні обставини і визначають, обмежують їхній вибір. Люди не «вільні»; вони в значній мірі обмежені соціальними та політичними структурами, які їх оточують.

Однак, все частіше традиційні теми витісняються більш широкими і радикальними критичними ідеями. Розвідки в галузь права Інтелектуальної власності, Права людини , Судову практику, Кримінальне право , Право власності , Міжнародне право і т. д., відіграли вирішальну роль у розвитку цих дискурсів. Так само, КПД принесло в правове поле такі нові парадигми, як постмодернізм, квір-теорія (теорія гендеру), літературні підходи до права, Психоаналіз, право та Естетика, Постколоніалізм .
Видатні учасники руху КПД: Друцилла Корнелл, Алан Хант, Кетрін Маккіннон, Дункан Кеннеді, Девід Кеннеді, Мартті Коскенніемі, Гері Пеллер, Пітер Фітцпатрік, Мортон Хорвіц, Джек Балкін, Костас Дузінас, Пітер Гейбель, Роберто Унгер, Рената Сейлекл, Марк Тушнет, Луї Майкл Сайдман, Джон Стросон і Марта Файнмен .

## Вплив КПД
КПД знайшли своє продовження у різноманітних вченнях та громадських рухах. Спільнота КПД — надзвичайно широка група з кластерами критичних теоретиків в таких правових школах, як Гарвардська Школа Права , Юридичний центр Джорджтаунського Університету , Північно-Східний Університет ,Університет в Буффало , Біркбек, Лондонський Університету, Мельбурнський університет , Університет Кента , Університет Кіля , Університет Глазго , Університет Східного Лондона.
За останні роки в американській юридичній академії його вплив і популярність зменшилася. Тим не менш, популярність відгалужень КПД, в тому числі критичної теорії раси, продовжує рости. Такі школи, як сучасна феміністська теорія і екофемінізм і критична теорія раси в даний час грають важливу роль в сучасній правовій науці. Вражаюча кількість творів в стилі КПД також з'явилася в останні два десятиліття в галузі міжнародного та порівняльного права.
Крім того, КПД вплинуло на юридичну освіту, воно надихнуло і спрямувало альтернативну програму першого року Юридичного центру Джорджтаунського університету, (програма називається «Навчальний план Б», в школі відома як «Секція 3»). У Великій Британії Кент і Біркбек намагалися впровадити критичні правові дослідження в юридичну навчальну програму, у тому числі програму підготовки LLM, засновану на КПД. Різні науково-дослідницькі центри й інститути пропонують викладання на основі КПД і науково-дослідницькі курси в різних галузях права, включаючи права людини, судову практику, конституційну теорію та кримінальне правосуддя.
У Новій Зеландії, було створено Центр Університету Отаго з правових питань на юридичному факультеті університету в 2007 році.
"Law & Critique" є одним з небагатьох журналів у Великій Британії, які спеціалізуються на критичній правовій теорії. В Америці The Crit — єдиний журнал, який продовжує позиціонувати себе як платформу для критичних правових досліджень. Тим не менше, інші журнали, такі як «Law», «Culture and the Humanities», «Unbound: The Harvard Journal of the Legal Left», the Harvard Civil Rights-Civil Liberties Law Review, The National Lawyers Guild Review, «Social and Legal Studies» і «The Australian Feminist Law Journal» часто публікують критичні правові дослідження.

## Подальше читання
- Mark Kelman, A Guide to Critical Legal Studies, Harvard University Press, 1987
- Costas Douzinas & Adam Gearey, Critical Jurisprudence: The Political Philosophy of Justice, Hart Publishing, 2005
- Roberto Mangabeira Unger, The Critical Legal Studies Movement, Harvard University Press, 1983
- Janet E. Halley (ed.), Wendy Brown (ed.), Left Legalism/Left Critique-P, Duke University Press 2003
- Janet E. Halley «Revised version entitled „Like-Race Arguments“» in What's Left of Theory?, Routledge, 2001.
- Pierre Schlag, "Critical Legal Studies, " [Oxford International Encyclopedia of Legal History, http://papers.ssrn.com/sol3/papers.cfm?abstract_id=1632981 [Архівовано 21 грудня 2015 у Wayback Machine.]]
- Richard W. Bauman, Critical legal studies: a guide to the literature, Boulder, Colo. : Westview Press, 1996
- Richard W. Bauman, Ideology and community in the first wave of critical legal studies, Toronto [u.a.]: University of Toronto Press, 2002
- Duncan Kennedy, Legal Education and the Reproduction of Hierarchy: A Polemic Against the System: A Critical Edition, New York University Press 2004
- Duncan Kennedy, A Critique of Adjudication [fin de siecle], Harvard University Press, 1997.
- David W. Kennedy and William Fisher, eds. The Canon of American Legal Thought, Princeton University Press (2006)
- Andrew Altman, Critical Legal Studies: A Liberal Critique, Princeton University Press 1990
- John Finnis, «On the Critical Legal Studies Movement» 30 American Journal of Jurisprudence 1985
- Edwin Scott Fruehwald, "Postmodern Legal Thought and Cognitive Science, " 23 Ga. St. U.L. Rev. 375 (2006).
- Le Roux and Van Marle, «Critical Legal Studies» in Roeder (ed) (2004) Jurisprudence
- Eric Engle, Marxism, Liberalism, and Feminism: Leftist Legal Thought [Архівовано 15 вересня 2015 у Wayback Machine.], New Delhi: Serials (2010)
- Eric Engle, Lex Naturalis, Jus Naturalis: Law as Positive Reasoning and Natural Rationality [Архівовано 10 вересня 2015 у Wayback Machine.], Melbourne: Elias Clark (2010)
- Eric Heinze, The Concept of Injustice (Routledge, 2013)